# Pieve di Bagnone
Pieve è una frazione del Comune di Bagnone, in provincia di Massa-Carrara e nella regione Toscana. Il piccolo paese della Lunigiana è edificato sull’Appennino Tosco Emiliano.